# Антиохийский собор (325)
Антиохийский собор — поместный собор, состоявшийся в 325 году незадолго до Первого Никейского собора в Антиохии и предвосхитил его главный результат, осуждения Ария и арианства.
О факте проведения данного собора современным историкам не было известно до 1905 года, когда немецкий классический филолог Эдуард Шварц издал сирийский текст, из которого следовало, что в Антиохии под председательством некоего Евсевия состоялся антиарианский собор. Согласованный собором символ веры не содержал ни введённого Никейским собором понятия др.-греч. όμοούσίος (единосущный) ни каких либо указаний на сущность Сына. Из 59 присутствовавших на соборе епископов трое отказалось подписать этот символ и были отлучены от церкви, однако вступление в силу этого отлучения было отложено до предполагавшегося в скором времени Вселенского собора в Анкире. Сам документ написан от первого лица и адресован некоему Александру.
В 1909 году Франсуа Но опубликовал другую сирийскую рукопись, относящуюся к этому собору, ещё одну обнаружил в 1958 году Генри Чедвик.
С самого начала встал вопрос об идентификации председательствовавшего «Евсевия», так как наиболее подходящие кандидатуры с этим именем, Евсевий Никомедийский и Евсевий Кесарийский в арианском споре заняли про-арианскую позицию, противоречащую цели и решениям данного собора. В 1911 году русский церковный историк Александр Бриллиантов предположил, что верным прочтением будет получающийся заменой одного слога «Осий», что бы указывало на Осия Кордубского. Эта гипотеза подтвердилась после открытия манускрипта Чедвика. Другие обстоятельства, например перенос собора из Анкиры в Никею, также подтверждаются данными других источников.